# Pristellinae
Die Pristellinae sind eine Unterfamilie der Salmlerfamilie Acestrorhamphidae. Die Arten der Unterfamilie kommen in Südamerika vom Einzugsbereich des Orinoco und den drei Guayanas im Norden über das Amazonasbecken bis zum Einzugsbereich der in den Río de la Plata mündenden Flüsse im Süden vor sowie im Stromgebiet des Rio São Francisco im Osten Brasiliens.

## Merkmale
Zu den Pristellinae gehören sowohl hochrückige (Gattungen Gymnocorymbus und Pristella) als auch mehr oder weniger langgestreckte Fische (Hemigrammus). Allen Arten fehlt der bei vielen Salmlerarten vorhandene Schwanzflossenfleck. Bei vielen Arten der Unterfamilie verläuft ein dunkler Streifen über die Augen und viele zeigen auch einen dunklen Streifen entlang der Afterflossenbasis.

## Gattungen und Arten
Zur Unterfamilie Pristellinae gehören drei Gattungen sowie einige Arten aus der nicht monophyletischen Gattung Moenkhausia:
- Gymnocorymbus
- Hemigrammus, sensu stricto
- Moenkhausia
  - Moenkhausia browni Eigenmann, 1909
  - Moenkhausia comma Eigenmann, 1908
  - Moenkhausia conspicua Soares & Bührnheim, 2016
  - Moenkhausia chrysargyrea (Günther, 1864)
  - Moenkhausia venerei Petrolli et al., 2016
- Pristella

Die verwandtschaftlichen Beziehungen der Gattungen untereinander zeigt das folgende Kladogramm:
|  | Glühlichtsalmler (Hemigrammus erythrozonus) |
|  |                                             |
|  | Pristella                                   |
|  |                                             |

|  | Moenkhausia                |
|  |                            |
|  | Hemigrammus, sensu stricto |
|  |                            |

|  | Glühlichtsalmler (Hemigrammus erythrozonus) |
|  |                                             |
|  | Pristella                                   |
|  |                                             |

|  | Moenkhausia                |
|  |                            |
|  | Hemigrammus, sensu stricto |
|  |                            |

|  | Glühlichtsalmler (Hemigrammus erythrozonus) |
|  |                                             |
|  | Pristella                                   |
|  |                                             |

|  | Moenkhausia                |
|  |                            |
|  | Hemigrammus, sensu stricto |
|  |                            |

|  | Glühlichtsalmler (Hemigrammus erythrozonus) |
|  |                                             |
|  | Pristella                                   |
|  |                                             |

|  | Moenkhausia                |
|  |                            |
|  | Hemigrammus, sensu stricto |
|  |                            |

|  | Glühlichtsalmler (Hemigrammus erythrozonus) |
|  |                                             |
|  | Pristella                                   |
|  |                                             |

|  | Moenkhausia                |
|  |                            |
|  | Hemigrammus, sensu stricto |
|  |                            |

|  | Glühlichtsalmler (Hemigrammus erythrozonus) |
|  |                                             |
|  | Pristella                                   |
|  |                                             |

|  | Moenkhausia                |
|  |                            |
|  | Hemigrammus, sensu stricto |
|  |                            |

|  | Glühlichtsalmler (Hemigrammus erythrozonus) |
|  |                                             |
|  | Pristella                                   |
|  |                                             |

|  | Moenkhausia                |
|  |                            |
|  | Hemigrammus, sensu stricto |
|  |                            |

|  | Glühlichtsalmler (Hemigrammus erythrozonus) |
|  |                                             |
|  | Pristella                                   |
|  |                                             |

|  | Moenkhausia                |
|  |                            |
|  | Hemigrammus, sensu stricto |
|  |                            |

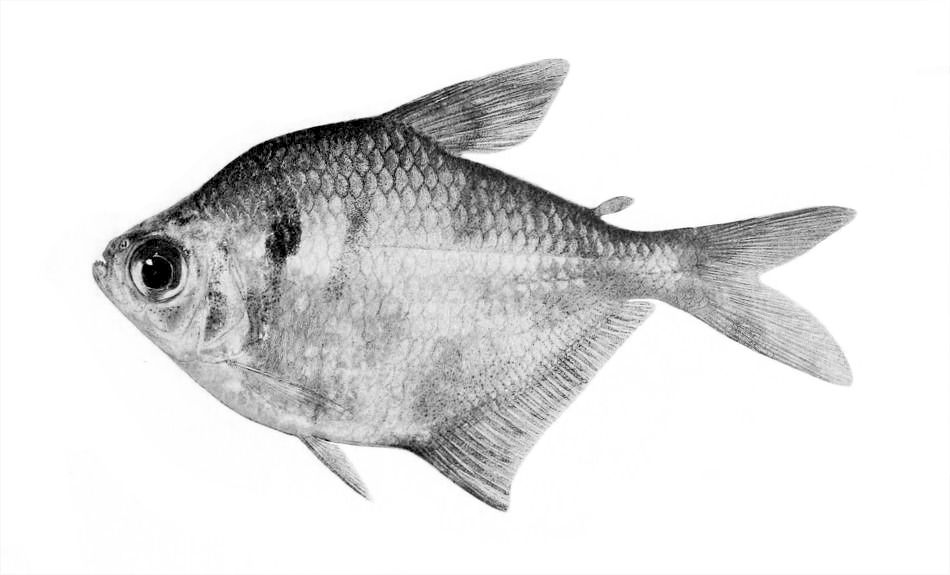
Gymnocorymbus bondi
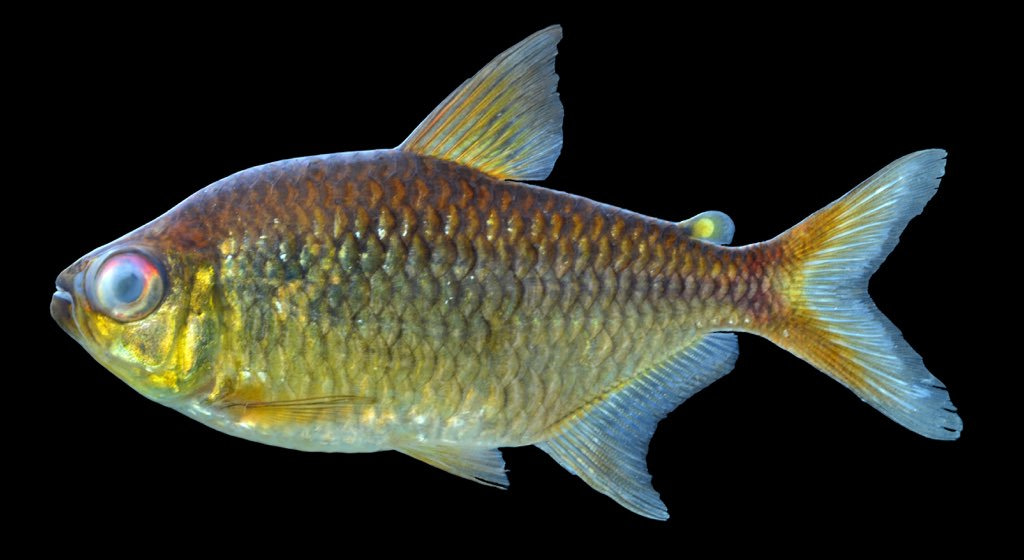
Moenkhausia browni
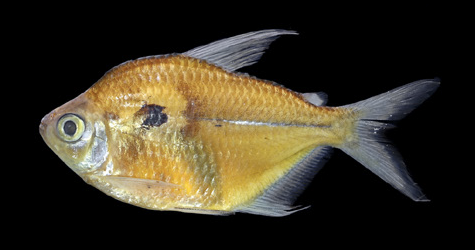
Moenkhausia chrysargyrea
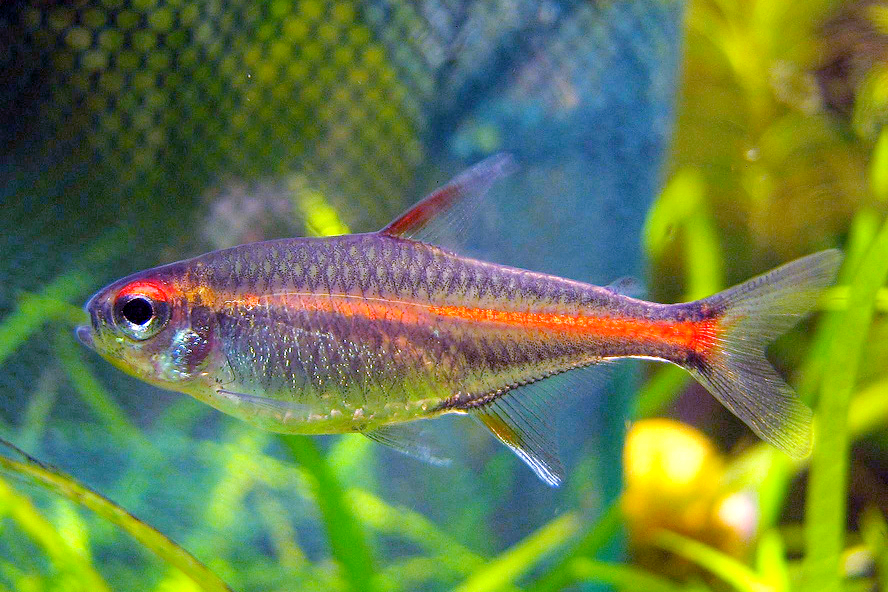
Hemigrammus erythrozonus
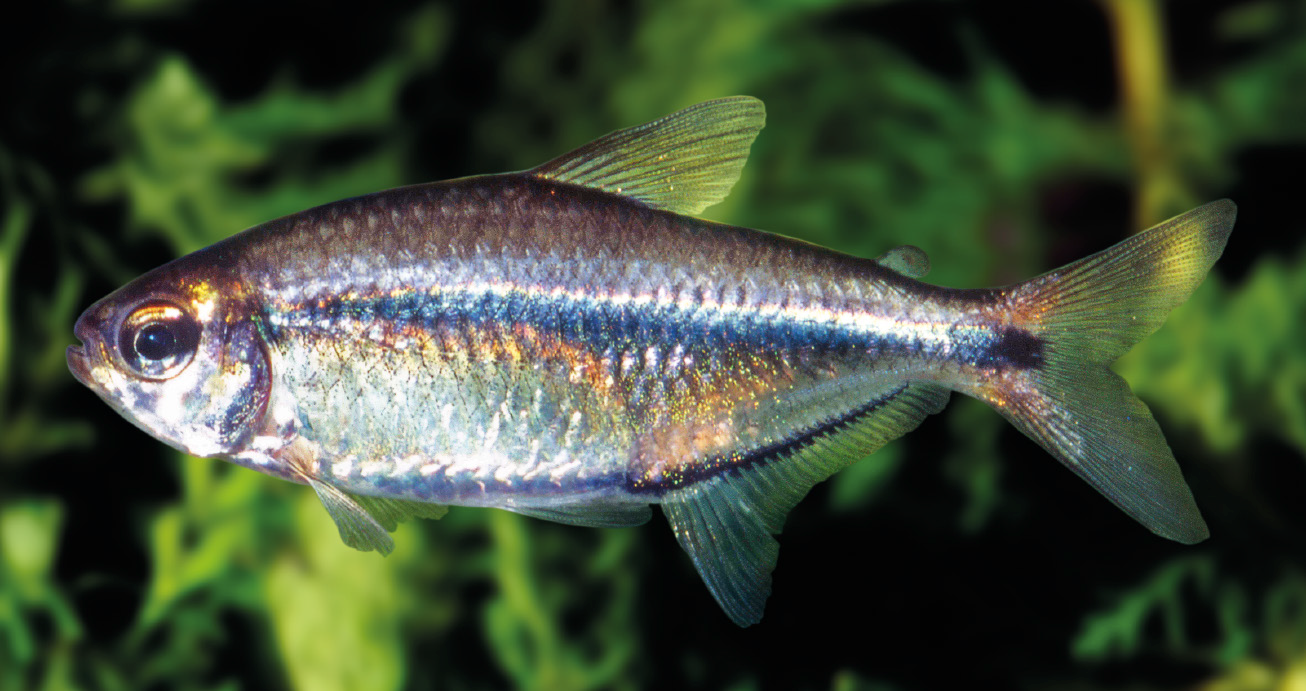
Hemigrammus barrigonae
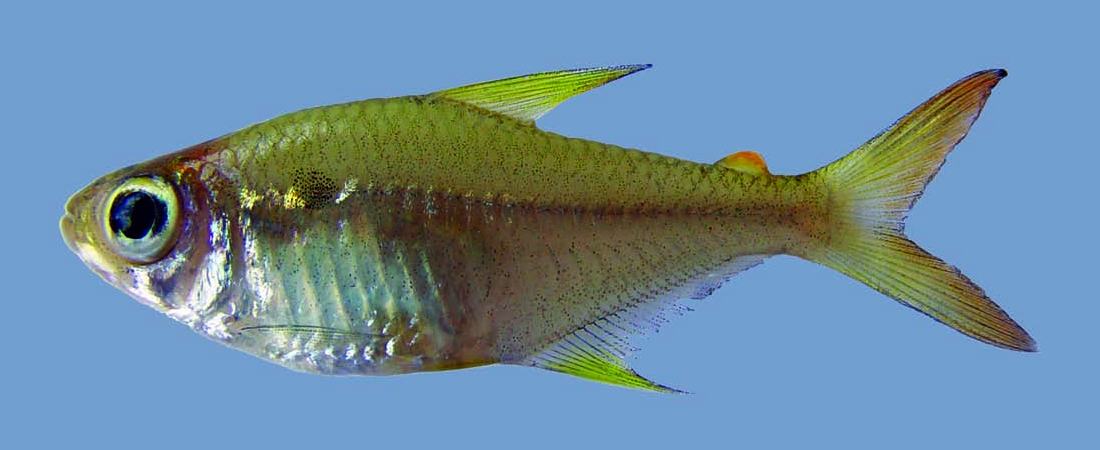
Hemigrammus lunatus